# Робін Гранач
Робін Гранач (чеськ. Robin Hranáč, нар. 29 січня 2000, Пльзень) — чеський футболіст, центральний захисник «Вікторії» (Пльзень) і національної збірної Чехії.

## Клубна кар'єра
Народився 29 січня 2000 року в місті Пльзень. Вихованець низки юнацьких команд місцевих футбольних клубів. З 2015 року приєднався до академії  «Вікторії» (Пльзень).
У дорослому футболі дебютував 2020 року виступами за головну команду «Вікторії». Згодом протягом 2021–2023 років отримував ігрову практику граючи на правах оренди за словацький «Татран» (Ліптовський Мікулаш) та чеський «Пардубиці». Був основним гравцем захисту цих команд.
Повернувшись 2023 року до пльзеньської «Вікторії», отримав стабільне місце у її стартовому складі.

## Виступи за збірні
Протягом 2021–2023 років залучався до складу молодіжної збірної Чехії. На молодіжному рівні зіграв у 12 офіційних матчах і був учасником молодіжного Євро-2023.
2024 року дебютував в офіційних матчах у складі національної збірної Чехії.

## Статистика виступів

### Статистика клубних виступів
Станом на 14 вересня 2022
| Сезон                 | Команда                        | Чемпіонат             | Чемпіонат | Чемпіонат | Національний кубок | Національний кубок | Національний кубок | Континентальні кубки | Континентальні кубки | Континентальні кубки | Інші змагання | Інші змагання | Інші змагання | Усього | Усього |
| Сезон                 | Команда                        | Ліга                  | Ігор      | Голів     | Ліга               | Ігор               | Голів              | Ліга                 | Ігор                 | Голів                | Ліга          | Ігор          | Голів         | Ігор   | Голів  |
| --------------------- | ------------------------------ | --------------------- | --------- | --------- | ------------------ | ------------------ | ------------------ | -------------------- | -------------------- | -------------------- | ------------- | ------------- | ------------- | ------ | ------ |
| 2020–21               | «Вікторія» (Пльзень)           | 1Л                    | 1         | 0         | КЧ                 | 1                  | 0                  | ЛЧ+ЛЄ                | 0                    | 0                    |               | -             | -             | 2      | 0      |
| лип.-груд. 2021       | «Татран» (Ліптовський Мікулаш) | СЛ                    | 18        | 1         | КС                 | 1                  | 0                  |                      | -                    | -                    |               | -             | -             | 19     | 1      |
| січ.-черв. 2022       | «Пардубиці»                    | 1Л                    | 10        | 1         | КЧ                 | -                  | -                  |                      | -                    | -                    |               | -             | -             | 10     | 1      |
| 2022–23               | «Пардубиці»                    | 1Л                    | 4         | 0         | КЧ                 | 0                  | 0                  |                      | -                    | -                    |               | -             | -             | 4      | 0      |
| Усього за «Пардубиці» | Усього за «Пардубиці»          | Усього за «Пардубиці» | 14        | 1         |                    | 0                  | 0                  |                      | -                    | -                    |               | -             | -             | 14     | 1      |
| Усього за кар'єру     | Усього за кар'єру              | Усього за кар'єру     | 33        | 2         |                    | 2                  | 0                  |                      | 0                    | 0                    |               | -             | -             | 35     | 2      |